# Marlene Jahl
Marlene Jahl (7 de abril de 1995) es una deportista austríaca que compite en taekwondo.
Ganó una medalla de bronce en el Campeonato Mundial de Taekwondo de 2022 y una medalla de bronce en el Campeonato Europeo de Taekwondo de 2021, ambas en la categoría de +73 kg.

## Palmarés internacional
| Campeonato Mundial | Campeonato Mundial   | Campeonato Mundial | Campeonato Mundial |
| Año                | Lugar                | Medalla            | Categoría          |
| ------------------ | -------------------- | ------------------ | ------------------ |
| 2022               | Guadalajara (México) | Medalla de bronce  | +73 kg             |
| Campeonato Europeo |                      |                    |                    |
| Año                | Lugar                | Medalla            | Categoría          |
| 2021               | Sofía (Bulgaria)     | Medalla de bronce  | +73 kg             |